# Anatole Brénier de Renaudière
Pour les articles homonymes, voir Brenier et Renaudière.
Anatole Brénier de Renaudière, né à Paris le 22 août 1807, mort à Lucassière (Indre-et-Loire) le 27 mars 1885, est un diplomate et homme politique français, ministre des affaires étrangères du 24 janvier au 10 avril 1851, sénateur à partir de 1861.

## Biographie
Anatole Brénier de Renaudière est le petit-fils de Jean-Baptiste Julien Belle.
Il commence sa carrière politique sous la Restauration comme secrétaire de légation à Lisbonne avant de devenir secrétaire d'ambassade à Londres où il est envoyé, avec Talleyrand, après la révolution de 1830.
Il est nommé consul de France à Varsovie (alors capitale du royaume de Pologne sous tutelle de l'empereur de Russie) de 1837 à 1841.
Ministre des Affaires étrangères en 1851, il est secrétaire général du ministère en 1853.
Alors qu'il est ambassadeur à Naples en 1855, il épouse une anglaise, Isabelle Hutchinson.
Il devient sénateur en 1861.

## Publications
Travaux parlementaires
- Discours de M. le Baron Brenier, sénateur, dans la délibération sur le projet de sénatus-consulte portant modification des articles 4 et 12 du sénatus-consulte du 25 décembre 1852. Séance du vendredi 20 décembre [1861], Paris, E. Panckoucke, 1861, 30 p[6].
- Rapport présenté au Sénat par M. le baron Brenier… sur une pétition relative aux biens du consistoire protestant d'Alsace. Séance du 18 février 1864, Paris, E. Panckoucke, 1864, 25 p[7].
- Sénat. Séance du 2 septembre 1869. Discours prononcé par M. le Bon Brenier… sur le projet de sénatus-consulte modifiant la Constitution, Paris, C. Lahure, 1869, 20 p[8].

Autres
- De la France, à propos de l'Italie, Paris, Amyot, 1862, 32 p., en ligne sur le site Gallica[9]